# Péndulo esférico
El péndulo esférico es un péndulo simple que no se mueve en un plano, sino en el espacio.

## Introducción
Entendidos como un objeto ideal compuesto por una masa puntual m suspendida de un punto fijo O mediante un hilo inextensible y sin masa, el péndulo simple y el esférico son el mismo objeto. Cuando la velocidad inicial de la masa es un vector contenido en el plano determinado por la vertical y la posición inicial del hilo, entonces todo el movimiento se desarrolla en dicho plano y se habla de péndulo simple. Cuando la velocidad inicial no cumple la condición antedicha, el movimiento tiene lugar en el espacio y se habla de péndulo esférico.
Puesto que la longitud del hilo es constante, el movimiento de la masa del péndulo simple tiene lugar en un arco de circunferencia simétrico con respecto a la vertical. Por la misma razón, en el péndulo esférico la posición de la masa está determinada por los dos ángulos {\displaystyle \theta } y {\displaystyle \varphi } de la figura, por lo que el movimiento tiene lugar en una superficie esférica y es un sistema con dos grados de libertad. Más aún, el movimiento de la masa está confinado a la porción de superficie esférica entre dos planos perpendiculares a la vertical.

## Fundamento teórico
Existen dos integrales o constantes de movimiento: la energía E y la componente del momento angular paralela al eje vertical Mz. La función lagrangiana viene dada por:
| Símbolo                 | Nombre                                                       |
| ----------------------- | ------------------------------------------------------------ |
| {\displaystyle \phi }   | Ángulo azimutal                                              |
| {\displaystyle \theta } | Ángulo que forma el hilo o barra del péndulo con la vertical |

Las ecuaciones de movimiento, obtenidas introduciendo el lagrangiano anterior en las ecuaciones de Euler-Lagrange son:

{\displaystyle {\begin{matrix}{\cfrac {d}{dt}}{\cfrac {\partial L}{\partial {\dot {\theta }}}}-{\cfrac {\partial L}{\partial \theta }}=0&\Rightarrow &l{\ddot {\theta }}-l{\dot {\phi }}^{2}\operatorname {sen} \theta \cos \theta +g\operatorname {sen} \theta =0\\\\{\cfrac {d}{dt}}{\cfrac {\partial L}{\partial {\dot {\phi }}}}-{\cfrac {\partial L}{\partial \phi }}=0&\Rightarrow &{\cfrac {d}{dt}}(ml^{2}{\dot {\phi }}\operatorname {sen} ^{2}\theta )=0\end{matrix}}}

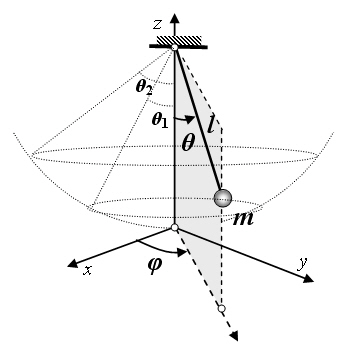
Diagrama ilustrativo del péndulo esférico.

La segunda ecuación expresa la constancia de la componente Z del momento angular y lleva a la relación entre la velocidad de giro polar y el momento angular

{\displaystyle {\dot {\phi }}={\frac {M_{z}}{ml^{2}\operatorname {sen} ^{2}\theta }}}

Así, podemos reescribir la lagrangiana como:

{\displaystyle L=K({\dot {\theta }})-U_{ef}(\theta )={\frac {1}{2}}ml^{2}{\dot {\theta }}^{2}+{\frac {M_{z}^{2}}{2ml^{2}\operatorname {sen} ^{2}\theta }}+mgl\cos \theta }

de modo que el problema queda reducido a un problema unidimensional.

### Período
El movimiento de un péndulo esférico en general no es periódico, ya que resulta de la combinación de dos movimientos periódicos de períodos generalmente inconmensurables. Sin embargo, el movimiento resulta cuasiperiódico; esto es, observadas una posición y una velocidad en el movimiento, existe un tiempo T tal que el péndulo estará a una distancia tan pequeña como se desee de esa posición y tendrá una velocidad tan parecida como se quiera, pero sin repetirse exactamente. Dado que la región de movimiento es compacta, el conjunto de puntos de la trayectoria de un péndulo esférico constituye un conjunto denso sobre una área esférica comprendida entre dos casquetes esféricos.

### Solución de la ecuación de movimiento
Las ecuaciones de movimiento pueden expresarse en términos de integrales elípticas de primera especie y tercera especie:

{\displaystyle t={\sqrt {\frac {ml^{2}}{2}}}\int {\frac {d\theta }{\sqrt {E-U_{ef}(\theta )}}}\qquad \phi ={\frac {M_{z}}{l{\sqrt {2m}}}}\int {\frac {d\theta }{\operatorname {sen} ^{2}\theta {\sqrt {E-U_{ef}(\theta )}}}}}